# Andrena florea
Andrena florea är en art i insektsordningen steklar som tillhör överfamiljen bin och familjen grävbin.

## Beskrivning
Biet blir 11 till 12 mm långt, och har en mörkbrun bakkropp som kan ha röda markeringar.

## Ekologi
Arten lever i öppna gräsmarker, skogsbryn och -gläntor, vägrenar, buskage och häckar, ruderat ("skräpmark") och i planterade miljöer som trädgårdar och parker. Bona grävs i sandig jord i liknande naturtyper, inklusive vägrenar.
Den är starkt specialiserad i sitt näringsval, och hämtar endast pollen från gurkväxten hundrova (Bryonia alba) och den nära släktingen röd hundrova (Bryonia dioica). Nektar kan dock hämtas från andra växter. Bland nektarkällorna finns rosväxter som hallonsläktet och hagtornssläktet, gurkväxter som sprutgurkor och andra arter i hundrovesläktet, flockblommiga växter som stäkror, strävbladiga växter som blåeld samt korgblommiga växter som hökfibblor.
Som alla sandbin gräver arten bogångar med larvbon i marken, försedda med matförråd i form av pollen. Just denna art väljer hedar och skogsstigar som lokaler för sina bon. Det förekommer att flera honor gräver ut sina bon nära varann, i kolonier som ibland kan omfatta många bon, men det förekommer också att bona grävs ut helt isolerat.
Bona parasiteras av gökbiet Nomada succincta som äter upp värdägget eller -larven och lever på det insamlade pollenförrådet.

## Utbredning
Arten finns i Syd- och Mellaneuropa norrut från Spanien till Nederländerna, södra England och Danmark, samt österut över Ryssland och Turkiet till Kaukasien och Turkmenistan. Arten förekommer även i Nordafrika.

## Hot
Arten är inte ohotad. Habitatförlust till följd av ett allt mer intensifierat jordbruk och skogsbruk, samt ett ökat markutnyttjande som minskar tillgången på buskagemark riskerar att påverka arten negativt, inte minst vad gäller tillgången på föda.